# Иоаннис Каподистрия (аэропорт)
Аэропорт Ке́ркира «Иоа́ннис Каподи́стрия» (греч. Αερολιμένας Κέρκυρας «Ιωάννης Καποδίστριας»; ИАТА: CFU, ИКАО: LGKR) — гражданский аэропорт в Греции, расположенный в двух километрах к югу от центра Керкиры, главного города одноимённого острова.
Аэропорт обслуживает как регулярные, так и чартерные сезонные рейсы. Пик пассажиропотока обычно приходится на летний туристический сезон в период с апреля по октябрь. За 2014 год аэропорт обслужил 2,383,378 человек. Аэропорт является хабом для Aegean Airlines и Ellinair.
Назван в честь известного греческого и российского государственного деятеля Иоанна Каподистрия. C 2015 года аэропорт Керкира в числе других 13 греческих аэропортов вошел под управление немецкого аэропортового холдинга Fraport. Договор концессии предусматривает обслуживание аэропорта в течение 40 лет.

## История
Аэропорт Керкиры построен в 1937 году. Во время Второй мировой войны аэропорт использовался в качестве базы для воздушных сил немецких и итальянских войск. В 1949 году из Керкиры был совершен первый коммерческий рейс в Афины авиакомпанией «TAE Greek National Airlines». До 1957 года длина взлётно-посадочной полосы составляла 800 метров. В 1959 году полоса открылась после расширения, и её длина составляла уже 2373 метра.
В 1962 году построен первый небольшой пассажирский терминал, который в настоящее время, помимо обслуживания пассажиров, является базой аэроклуба Керкиры. С 1965 года аэропорт становится международным и начинает обслуживать рейсы авиакомпании Olympic Airlines. В 1972 году завершено строительство второго терминала.

## Аэродромный комплекс
Весь пассажиропоток аэропорта обслуживают два терминала, посадка в самолет из которых осуществляется лишь перронными автобусами. Взлётная полоса не имеет боковых рулежных дорожек, поэтому на южном конце полосы расположена площадка разворота самолётов для их дальнейшей буксировки по взлетной полосе к перрону.

## Авиакомпании и направления

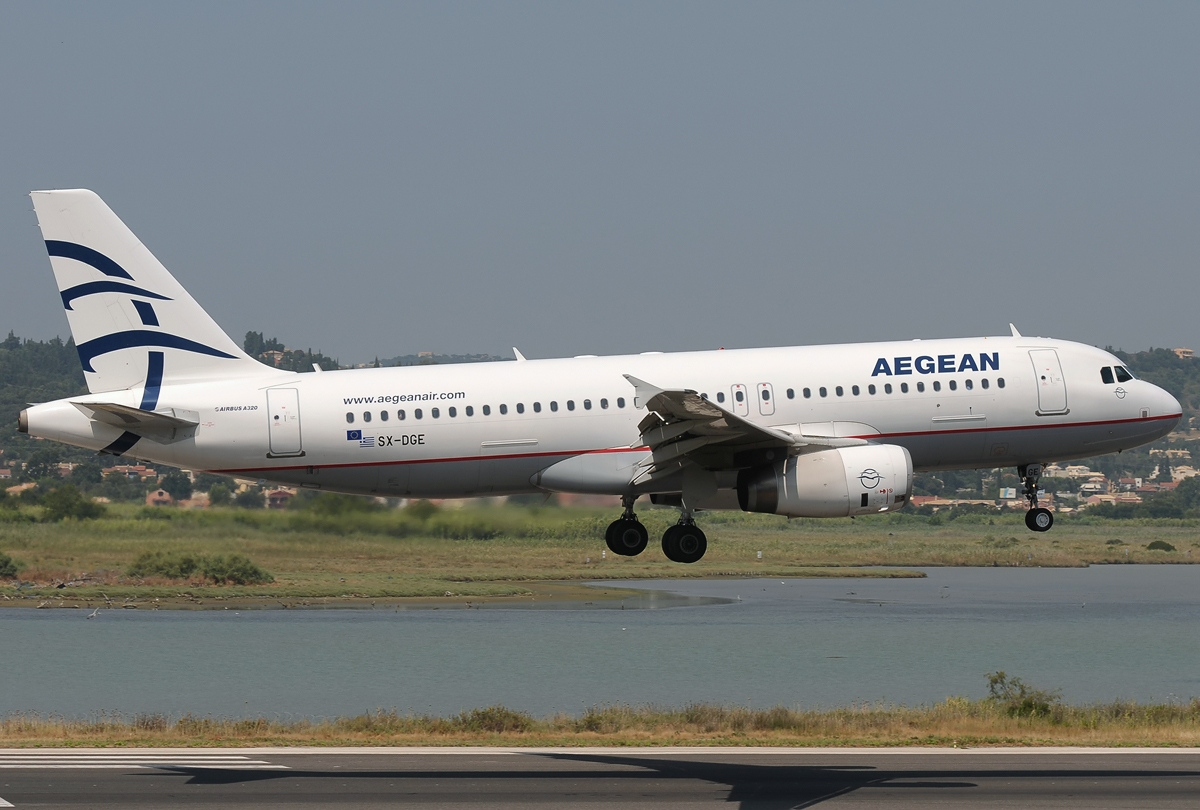
Airbus A320 Aegean Airlines заходит на посадку в аэропорту Керкира

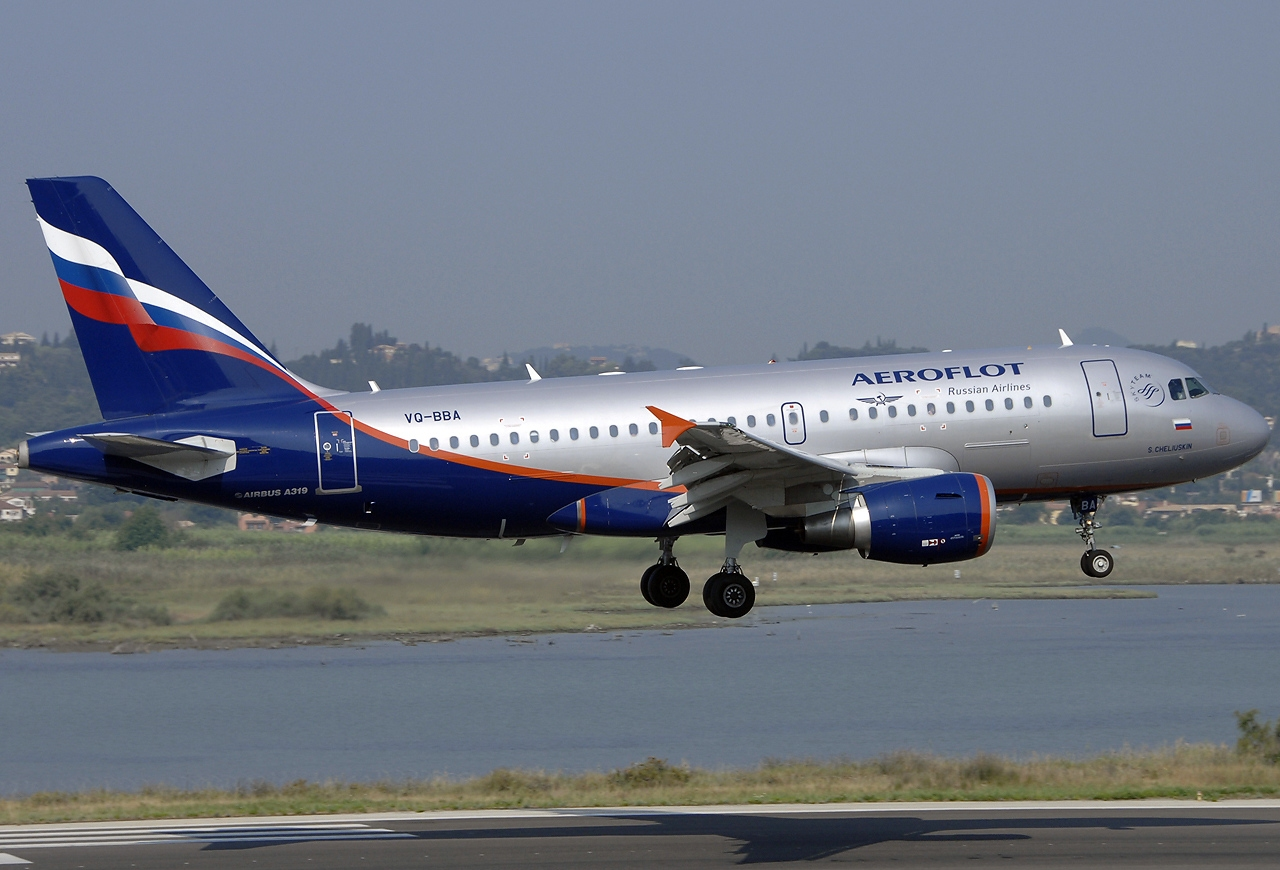
Airbus A319 Аэрофлота заходит на посадку в аэропорту Керкира

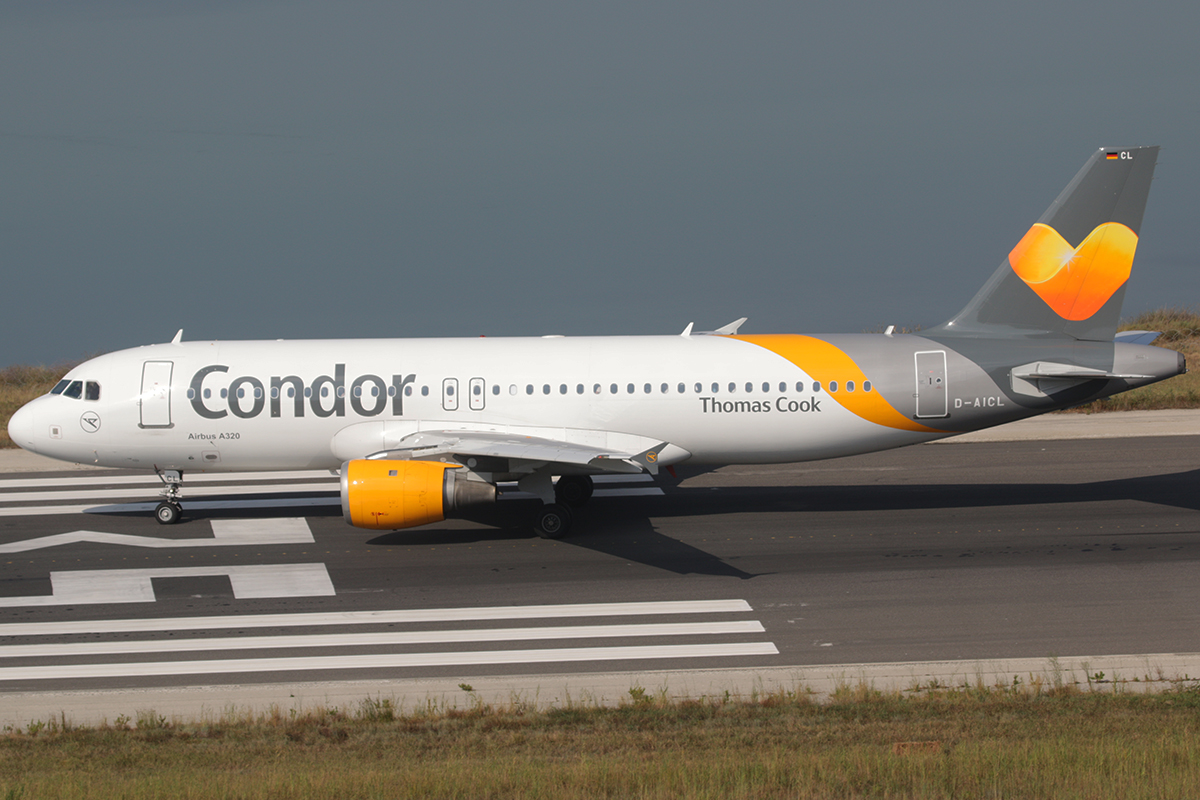
Airbus A320 Condor в аэропорту Керкира

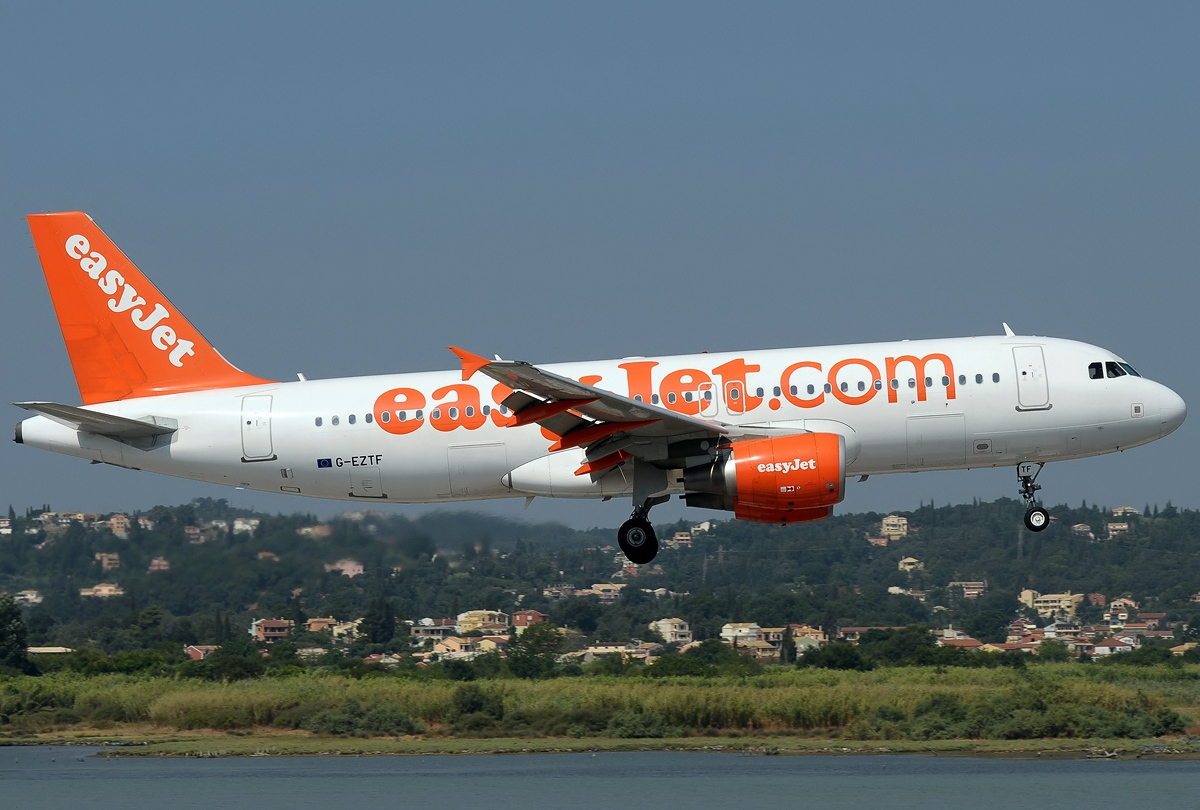
Airbus A320 easyJet заходит на посадку в аэропорту Керкира

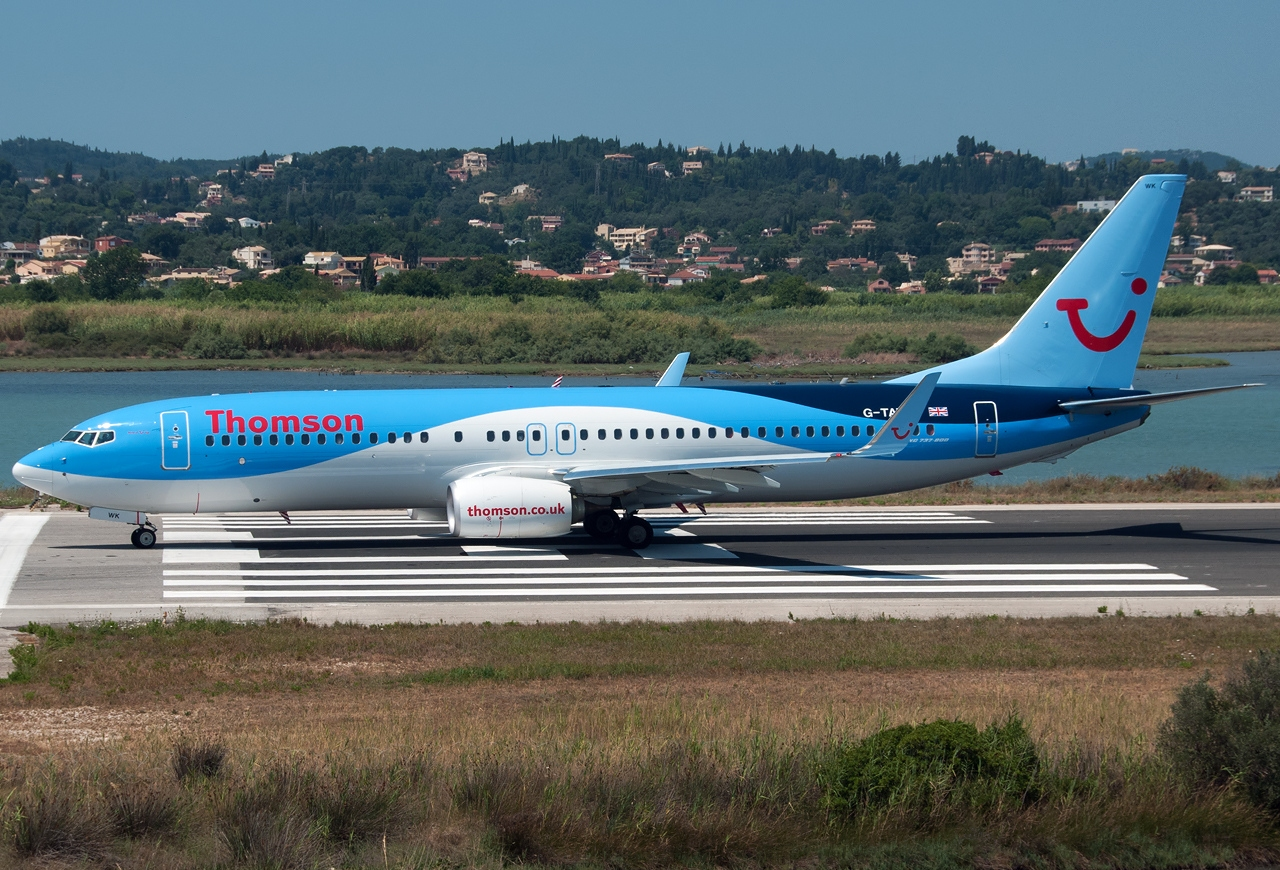
Boeing 737-800 Thomson Airways в аэропорту Керкира

## Транспортная инфраструктура
От аэропорта до самой Керкиры курсирует автобус № 15, следующий до центрального автовокзала, откуда в свою очередь автобусом можно доехать до любой точки острова. Также добраться до города можно воспользовавшись услугами такси.
Также в терминалах аэропорта расположены офисы компаний по прокату автомобилей: Avis, Europcar, Hertz и Sixt.